# 柳博塔伊夫卡
47°3′13″N 30°34′5″E / 47.05361°N 30.56806°E
柳博塔伊夫卡（烏克蘭語：Люботаївка）是位於烏克蘭西南部的村莊，由敖德萨州贝雷济夫卡区的科諾普利亞內市鎮負責管轄。該村始建於1938年，面積0.52平方公里，海拔高度77米，2001年人口126，人口密度每平方公里242.31人。